# Marcelo Arévalo
Marcelo Arévalo (ur. 17 października 1990 w Sonsonate) – salwadorski tenisista, zwycięzca French Open 2022 i French Open 2024 w grze podwójnej, reprezentant kraju w Pucharze Davisa, lider rankingu ATP deblistów.
Jest młodszym bratem Rafaela Arévala, również tenisisty.

## Kariera tenisowa
Zawodowym tenisistą został w 2012 roku. Po raz pierwszy w rozgrywkach Wielkiego Szlema wystąpił podczas Wimbledonu 2016 w konkurencji gry podwójnej, wspólnie z Robertem Maytínem przechodząc przez eliminacje. Para Arévalo–Maytín odpadła z rywalizacji w pierwszej rundzie po porażce z Konstantinem Krawczukiem i Denysem Mołczanowem.
W cyklu ATP Tour Arévalo jest zwycięzcą piętnastu turniejów w konkurencji gry podwójnej, w tym French Open 2022 i French Open 2024. 
We wrześniu 2021 osiągnął finał w mikście podczas US Open, partnerując Giulianie Olmos, z którą w finale przegrali z parą Desirae Krawczyk–Joe Salisbury 5:7, 2:6.
Od roku 2005 jest reprezentantem Salwadoru w Pucharze Davisa.
W rankingu gry pojedynczej najwyżej był na 139. miejscu (2 lipca 2018), a w klasyfikacji gry podwójnej na 1. pozycji (11 listopada 2024).

### Finały w turniejach ATP Tour
| Legenda                                      |
| -------------------------------------------- |
| Wielki Szlem                                 |
| Igrzyska olimpijskie                         |
| Tennis Masters Cup / ATP Finals              |
| ATP Masters Series / ATP Tour Masters 1000   |
| ATP International Series Gold / ATP Tour 500 |
| ATP International Series / ATP Tour 250      |

#### Gra podwójna (15–7)
| Końcowy wynik | Nr  | Data                 | Turniej            | Nawierzchnia  | Partner                   | Przeciwnicy                                         | Wynik finału        |
| ------------- | --- | -------------------- | ------------------ | ------------- | ------------------------- | --------------------------------------------------- | ------------------- |
| Finalista     | 1.  | 21 lipca 2018        | Newport            | Trawiasta     | Miguel Ángel Reyes-Varela | Jonatan Erlich Artem Sitak                          | 1:6, 2:6            |
| Zwycięzca     | 1.  | 4 sierpnia 2018      | Los Cabos          | Twarda        | Miguel Ángel Reyes-Varela | Taylor Fritz Thanasi Kokkinakis                     | 6:4, 6:4            |
| Finalista     | 2.  | 21 lipca 2019        | Newport            | Trawiasta     | Miguel Ángel Reyes-Varela | Marcel Granollers Serhij Stachowski                 | 7:6(10), 4:6, 11–13 |
| Finalista     | 3.  | 29 lutego 2020       | Santiago           | Ceglana       | Jonny O’Mara              | Roberto Carballés Baena Alejandro Davidovich Fokina | 6:7(3), 1:6         |
| Zwycięzca     | 2.  | 27 sierpnia 2021     | Winston-Salem      | Twarda        | Matwé Middelkoop          | Ivan Dodig Austin Krajicek                          | 6:7(5), 7:5, 10–6   |
| Zwycięzca     | 3.  | 13 lutego 2022       | Dallas             | Twarda (hala) | Jean-Julien Rojer         | Lloyd Glasspool Harri Heliövaara                    | 7:6(4), 6:4         |
| Zwycięzca     | 4.  | 20 lutego 2022       | Delray Beach       | Twarda        | Jean-Julien Rojer         | Ołeksandr Nedowiesow Aisam-ul-Haq Qureshi           | 6:2, 6:7(5), 10–4   |
| Finalista     | 4.  | 26 lutego 2022       | Acapulco           | Twarda        | Jean-Julien Rojer         | Feliciano López Stefanos Tsitsipas                  | 5:7, 4:6            |
| Zwycięzca     | 5.  | 4 czerwca 2022       | French Open, Paryż | Ceglana       | Jean-Julien Rojer         | Ivan Dodig Austin Krajicek                          | 6:7(4), 7:6(5), 6:3 |
| Zwycięzca     | 6.  | 23 października 2022 | Sztokholm          | Twarda (hala) | Jean-Julien Rojer         | Lloyd Glasspool Harri Heliövaara                    | 6:3, 6:3            |
| Zwycięzca     | 7.  | 14 stycznia 2023     | Adelaide           | Twarda        | Jean-Julien Rojer         | Ivan Dodig Austin Krajicek                          | walkower            |
| Zwycięzca     | 8.  | 19 lutego 2023       | Delray Beach       | Twarda        | Jean-Julien Rojer         | Rinky Hijikata Reese Stalder                        | 6:3, 6:4            |
| Zwycięzca     | 9.  | 13 sierpnia 2023     | Toronto            | Twarda        | Jean-Julien Rojer         | Rajeev Ram Joe Salisbury                            | 6:3, 6:1            |
| Zwycięzca     | 10. | 7 stycznia 2024      | Hongkong           | Twarda        | Mate Pavić                | Sander Gillé Joran Vliegen                          | 7:6(3), 6:4         |
| Finalista     | 5.  | 19 maja 2024         | Rzym               | Ceglana       | Mate Pavić                | Marcel Granollers Horacio Zeballos                  | 2:6, 2:6            |
| Zwycięzca     | 11. | 25 maja 2024         | Genewa             | Ceglana       | Mate Pavić                | Lloyd Glasspool Jean-Julien Rojer                   | 7:6(2), 7:5         |
| Zwycięzca     | 12. | 8 czerwca 2024       | French Open, Paryż | Ceglana       | Mate Pavić                | Simone Bolelli Andrea Vavassori                     | 7:5, 6:3            |
| Zwycięzca     | 13. | 19 sierpnia 2024     | Cincinnati         | Twarda        | Mate Pavić                | Mackenzie McDonald Alex Michelsen                   | 6:2, 6:4            |
| Finalista     | 6.  | 17 listopada 2024    | Turyn              | Twarda (hala) | Mate Pavić                | Kevin Krawietz Tim Pütz                             | 6:7(5), 6:7(6)      |
| Zwycięzca     | 14. | 16 marca 2025        | Indian Wells       | Twarda        | Mate Pavić                | Sebastian Korda Jordan Thompson                     | 6:3, 6:4            |
| Zwycięzca     | 15. | 29 marca 2025        | Miami              | Twarda        | Mate Pavić                | Julian Cash Lloyd Glasspool                         | 7:6(3), 6:3         |
| Finalista     | 7.  | 3 maja 2025          | Madryt             | Ceglana       | Mate Pavić                | Marcel Granollers Horacio Zeballos                  | 4:6, 4:6            |

#### Gra mieszana (0–1)
| Końcowy wynik | Nr | Data             | Turniej            | Nawierzchnia | Partnerka      | Przeciwnicy                    | Wynik finału |
| ------------- | -- | ---------------- | ------------------ | ------------ | -------------- | ------------------------------ | ------------ |
| Finalista     | 1. | 11 września 2021 | US Open, Nowy Jork | Twarda       | Giuliana Olmos | Desirae Krawczyk Joe Salisbury | 5:7, 2:6     |